# Аннелі Кольк
Аннелі Кольк (ест. Anneli Kolk; 1976) — естонська дипломатка. Надзвичайний і Повноважний Посол Естонської Республіки в Україні (з 2023).

## Життєпис
Здобула ступінь магістра права в Північному університеті Таллінна. Навчалася в Естонському національному університеті, Академії оборони Естонії, отримала диплом у сфері внутрішньої безпеки. Володіє естонською, англійською, російською, фінською, французькою, німецькою мовами, вивчає українську.
У 1999—2007 рр. — третя секретарка відділу прав людини юридичного департаменту МЗС Естонії
У 2007—2010 рр. — друга секретарка Постійного представництва Естонської Республіки при Відділення ООН та інших міжнародних організацій у Женеві
У 2010—2011 рр. — Директор відділу міжнародних договорів Юридичного департаменту МЗС Естонії
У 2011—2012 рр. — виконувачка обов'язків генерального директора юридичного департаменту МЗС Естонії
У 2012—2014 рр. — Генеральний директор юридичного департаменту МЗС Естонії
У 2014—2019 рр. — Заступниця секретаря з правових та консульських питань МЗС Естонії
У 2019—2023 рр. — Надзвичайний і Повноважний Посол Естонської Республіки в Туреччині, та за сумісництвом в Азербайджані та Ірані.
З травня 2023 року — Надзвичайний і Повноважний Посол Естонії в Україні.
10 серпня 2023 року — вручила копії вірчих грамот заступнику Міністра закордонних справ України Євгену Перебийносу
27 вересня 2023 року — вручила вірчі грамоти Президенту України Володимиру Зеленському